# Stefan Kamiński (komandor)
Flotylla Rzeczna Marynarki Wojennej
Stefan Kamiński (ur. 26 czerwca 1897, zm. 25 października 1966) – oficer Wojska Polskiego w stopniu komandora podporucznika, podczas kampanii wrześniowej dowódca II dywizjonu bojowego i 3 batalionu morskiego, kawaler Orderu Virtuti Militari.

## Życiorys
W latach 20. XX wieku był oficerem w artylerii. 1 stycznia 1930 roku otrzymał awans na kapitana artylerii. Następnie skierowano go do Flotylli Rzecznej Marynarki Wojennej, gdzie zajmował początkowo stanowisko oficera artyleryjskiego Dowództwa Flotylli w Pińsku. W 1934 roku został kapitanem marynarki w korpusie rzeczno-brzegowym z kolejnością 11/19. Z dniem 1 sierpnia 1934 roku objął dowództwo na monitorze rzecznym ORP „Horodyszcze”. W późniejszym czasie był ponownie oficerem artyleryjskim Flotylli Rzecznej. 19 marca 1939 roku awansował na komandora podporucznika.
W 1939 roku wyznaczono go dowódcą II dywizjonu bojowego, z którym brał udział w kampanii wrześniowej. Od 11 września dowodził batalionem morskim i pododcinkiem „Mosty Wolańskie”. Po wyczerpaniu możliwości operacyjnych kierował wycofywaniem się załóg zatopionych jednostek pływających. 20 września został dowódcą 3 batalionu morskiego, który wszedł w skład 182 pułku piechoty 60 Dywizji Piechoty. 4 października został ranny podczas końcowych walk Samodzielnej Grupy Operacyjnej „Polesie”.
W latach 1939–1945 przebywał w niewoli niemieckiej. Po wyzwoleniu przybył do Wielkiej Brytanii i od 3 czerwca 1945 roku znajdował się w dyspozycji szefa Kierownictwa Marynarki Wojennej wiceadm. Jerzego Świrskiego. W okresie od lipca 1945 roku do marca 1947 roku był instruktorem Pomocniczej Morskiej Służby Kobiet. Kiedy rozwiązano Marynarkę Wojenną w ramach Polskich Sił Zbrojnych zdecydował się na pozostanie w Anglii. Zmarł 25 października 1966 roku w Londynie.
Był odznaczony Krzyżem Srebrnym Orderu Wojennego Virtuti Militari, Krzyżem Walecznych oraz Srebrnym Krzyżem Zasługi.